# Кораблинское городское поселение
Кораблинское городско́е поселе́ние — городское поселение в Кораблинском районе Рязанской области.
Административный центр — город Кораблино.

## Официальные символы
Флаг и герб городского поселения утверждены	10 февраля 2015 года.

## Население
| 2009    | 2010    | 2012    | 2013    | 2014    | 2015    | 2016    | 2017    | 2018    |
| ------- | ------- | ------- | ------- | ------- | ------- | ------- | ------- | ------- |
| 12 962  | ↘12 658 | ↘12 090 | ↘11 741 | ↘11 554 | ↘11 390 | ↘11 327 | ↘11 272 | ↘11 220 |
| 2019    | 2020    | 2021    | 2023    |         |         |         |         |         |
| ↘11 188 | ↘11 073 | ↘10 334 | ↘10 084 |         |         |         |         |         |

## Состав городского поселения
В состав городского поселения входит один населённый пункт — город Кораблино.

## Местное самоуправление
Местное самоуправление осуществляется на основании Устава города Кораблино, принятого 17 апреля 2006 года городским Советом депутатов. На основании Устава, власть в городе осуществляют:
Кораблинский городской Совет депутатов
Представительный орган власти города. Состоит из 15 депутатов, избираемых населением Кораблинского городского поселения на основе всеобщего, равного и прямого избирательного права при тайном голосовании сроком на четыре года.
Главы городкого поселения
- до 2023 года — Людмила Викторовна Андреева
- с 2023 года — Елена Александровна Комягина

Главы администрации
- Вячеслав Николаевич Ермаков